# Památný dub v zámeckém parku Dobřenice
V zámeckém parku na hrázi rybníčka pod zámkem v obci Dobřenice v okrese Hradec Králové roste památný dub letní (Quercus robur).
Památný dub je starý asi 300 let, výška kmene je okolo 25 m a obvod asi 450 cm.
Zdravotní stav stromu odpovídá jeho věku. V nedávné minulosti došlo k vylomení jedné větve, poté bylo provedeno ošetření stromu průřezem a ošetření vylomené dutiny.